# Джаміль аль-Мідафаї
Джаміль аль-Мідафаї (араб. جميل المدفعي‎; 1890—1958) — іракський політик, п'ять разів обіймав посаду глави уряду країни.

## Життєпис
Під час Першої світової війни служив в османській армії, втім дезертирував 1916, щоб приєднатись до націоналістичного Арабського повстання. Після завершення війни він приєднався до еміра Фейсала під час його короткого правління в Сирії. 1920 року аль-Мідафаї повернувся до Іраку, але невдовзі був змушений податись у вигнання до Йорданії через свою анти британську діяльність. Після повернення на батьківщину (1923), обіймав різні керівні посади та, зрештою, 1930 року вперше увійшов до складу іракського уряду. У період від кінця 1933 до вересня 1953 року п'ять разів займав пост прем'єр-міністра Іраку.
Помер аль-Мідафаї 1959 року через рак легені.